# Tachtamukaj
Tachtamukaj (ros. Тахтамукай, adygejski Тэхъутэмыкъуай) – auł w Rosji, w Adygei, stolica rejonu tachtamukajskiego, w większości zamieszkany przez Adygejczyków (84,8% w 2002). Najliczniejsze mniejszości to Rosjanie (8,8%) i Ormianie (1,1%).